# Epiosmylus longicornis
Epiosmylus longicornis là một loài côn trùng trong họ Osmylidae thuộc bộ Neuroptera. Loài này được Panfilov in Dolin et al. miêu tả năm 1980.